# Fleet Foxes
Fleet Foxes je americká indiefolková hudební skupina. Vznikla v Seattlu v roce 2006. Původní sestavu tvořili dva středoškolští spolužáci, zpěvák a kytarista Robin Pecknold a kytarista Skyler Skjelset, které doplnili klávesista Casey Wescott, baskytarista Craig Curran a bubeník Nicholas Peterson. Později se sestava skupiny změnila.
Své první album, šestipísňové EP The Fleet Foxes, kapela vydala roku 2006. První dlouhohrající deska Fleet Foxes následovala o dva roky později. Druhá deska Helplessness Blues vyšla v roce 2011 a třetí Crack-Up v roce 2017.